# Blågul trogon
Den blågule trogon (Trogon violaceus) er en trogon. Den lever i Colombia, Bolivia, Venezuela, Guyana og Trinidad. Den når en længde på 23 cm.
| Fugl | Spire Denne artikel om fugle er en spire som bør udbygges. Du er velkommen til at hjælpe Wikipedia ved at udvide den. |